# 卡斯蒂利亚的布兰卡
卡斯蒂利亚的布兰卡（法语：Blanche de Castille，西班牙语：Blanca de Castilla，1188年3月4日—1252年11月26日）是卡斯蒂利亚国王阿方索八世和妻子埃莉諾的女儿，1223年至1226年为法国国王路易八世的王后。在儿子路易九世未成年时，出任摄政（1226-1236年），统治国家。法國人不僅尊稱她為「仁慈的布蘭卡太后」，也稱她為「賢母布蘭卡」。
剛攝政時，她冷靜果斷地平息了貴族的叛亂、控制了王國大權，並在十年攝政期間讓法國蒸蒸日上。這表現在結束阿爾比十字軍的《巴黎條約》上（1229年），使圖盧茲伯爵的大部分領土落入卡佩王朝手中，以及迫使英王將普瓦圖讓給法國。即使1236年她歸政給成年的路易九世，實際上仍在幕後操縱國政，直到其1252年逝世為止。她與其子「聖路易」創造了中世紀法國的黃金時代。

## 早年

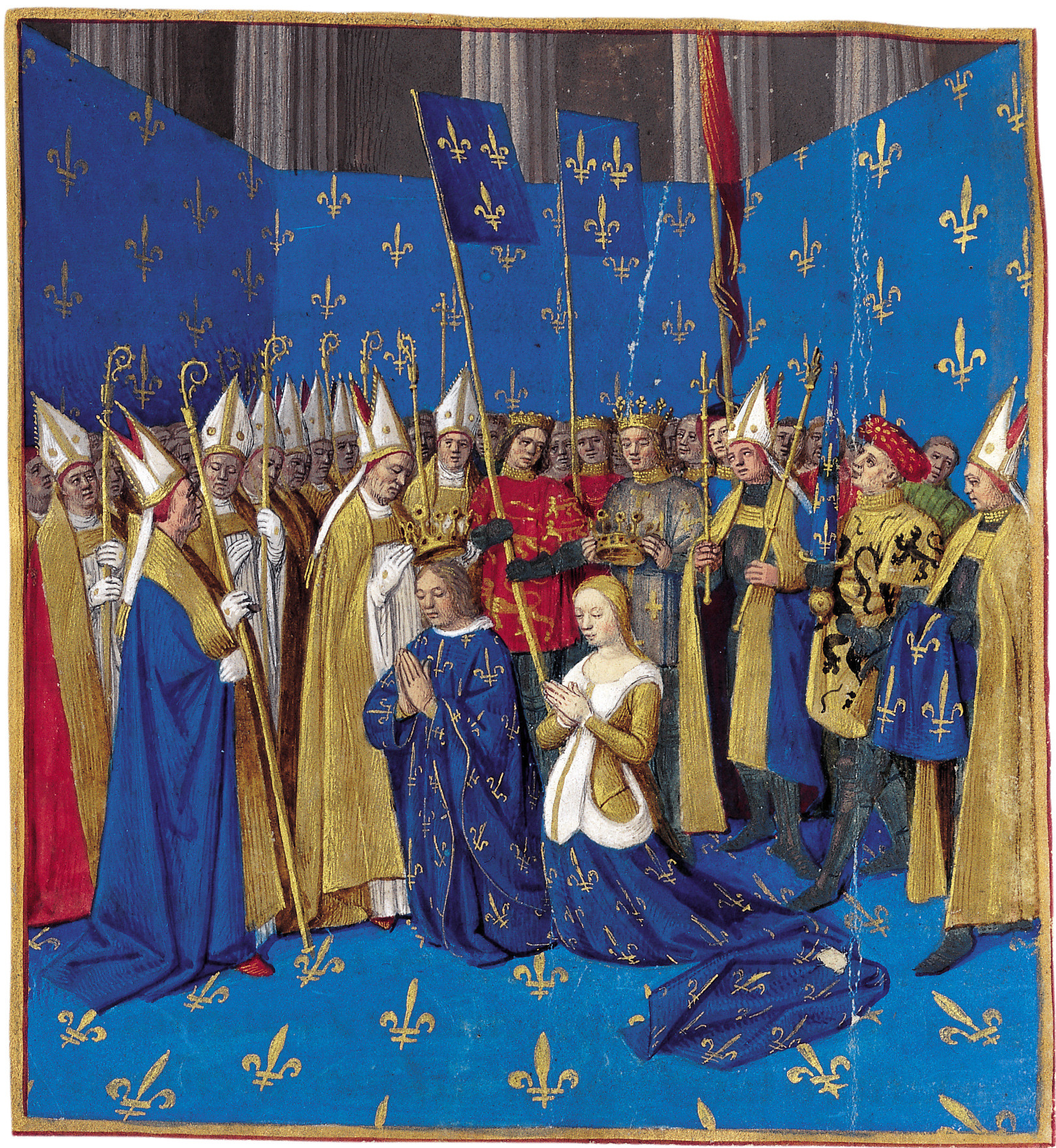
1223年「獅子王」路易八世加冕為法王，其妻布蘭卡同時加冕為王后，1450年代繪

布兰卡公主结婚比较早。1200年4月，腓力二世和英格兰约翰王长时间和谈后，5月23日，13岁的路易娶约翰的外甥女、12岁的卡斯蒂利亚国王公主布兰卡为妻。1223年7月14日，路易继承父位，8月6日在兰斯加冕成为国王路易八世，布兰卡公主成为王后。
1215年，英格兰诸侯在“第一次男爵战争”中反对约翰王（1199年-1216年），邀请路易当他们的国王。1216年5月21日，路易几乎没有遇到抵抗就率军登陆英格兰肯特东部的塔内特群岛。当路易进入伦敦圣保罗座堂，在布兰卡的帮助下，路易在伦敦以盛大的仪式和庆典宣称为国王，但没有加冕。1216年6月14日，路易攻占温彻斯特，很快控制了英格兰一半以上的领土。1216年10月19日，英格兰国王约翰驾崩，于是，很多叛乱诸侯抛弃路易。此事进入历史文化艺术，在莎士比亚剧作《约翰王》中有所表现 。
1226年丈夫死後，她年僅11歲的儿子路易九世（1226年-1270年在位）继承了法兰西王位。

## 攝政與輔佐

### 十年攝政期

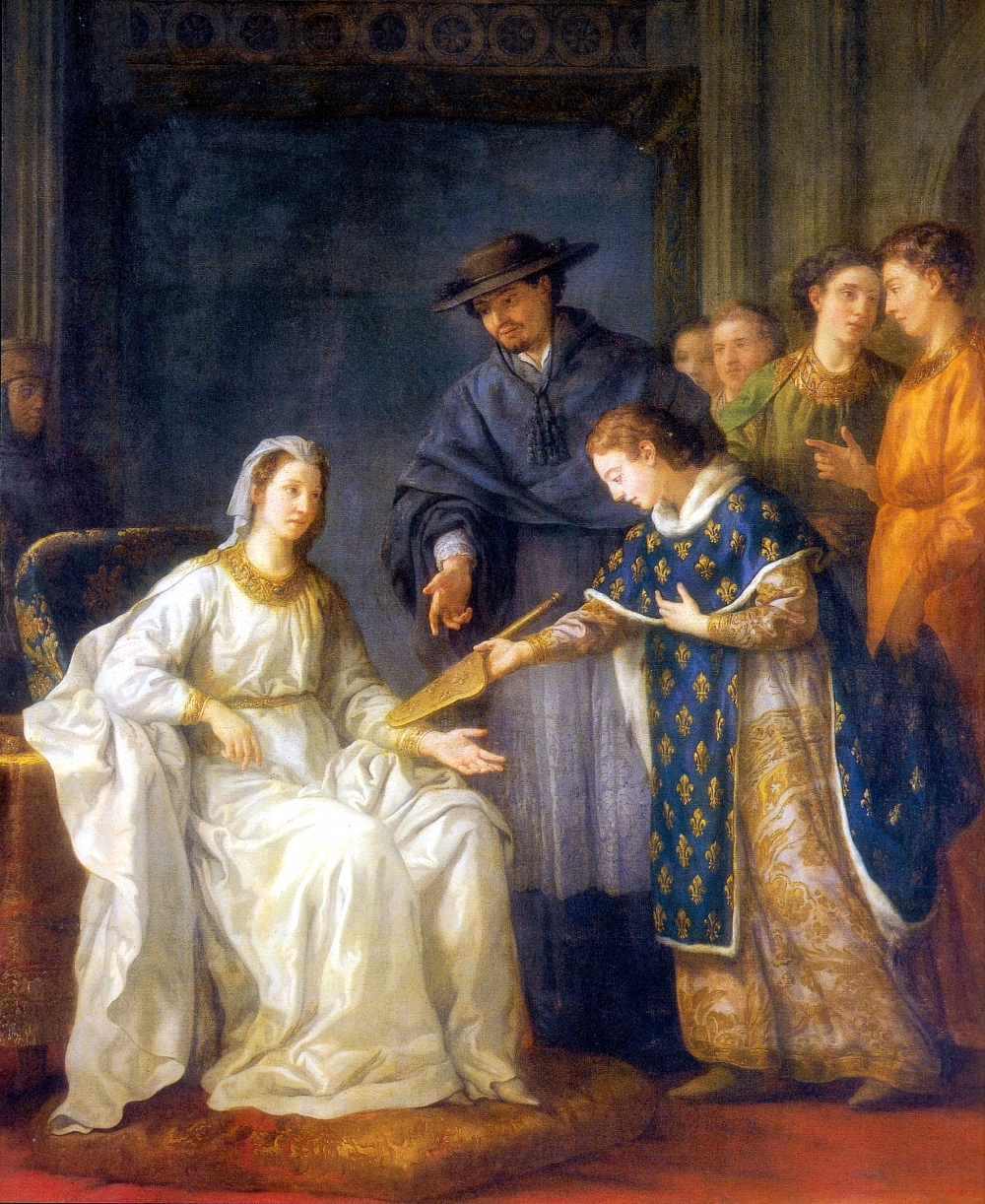
12歲的路易九世將攝政大權託付給母親布蘭卡

1226年成為寡婦之後，布兰卡以強硬的手段在兒子路易九世年少時期（1226-1236年）統治著法國。在此期間，她不斷對抗由英王支持的各大貴族勢力。一開始她先和教士結盟，1226年底年讓兒子路易在蘭斯加冕為法王，之後快速地前往旺多姆談判，以穩住各方勢力。但是一路上驚險重重。當時以布列塔尼公爵彼得一世為首的大貴族們想利用攝政時期削弱王權，發動了一場政變和劫王計畫（密謀在國王回程經過的奧爾良路上，綁架年幼的路易九世），幸好香檳伯爵蒂博四世向王室通風報信，加上布兰卡意志堅強能幹，號召起巴黎市民武裝勤王，將政變挫敗並護衛法王回到了羅浮宮（1227年底）。
在香檳伯爵蒂博四世的支持下，她組織了一批數千人的王室常備軍。40歲的布兰卡在1229年1月親自領軍，冒著風雪對布列塔尼發動冬季突擊戰（為了讓王軍不被冰雪凍傷，她與士兵同甘共苦地撿拾生火用的木柴），成功打敗布列塔尼公爵彼得，使彼得暫時臣服並承認路易九世的王位；同年又通過4月簽署的巴黎協定，穩定法國南部、奪取了圖盧茲伯爵的大部分領土（協定讓路易九世的弟弟阿方索聯姻伯爵之女，繼承伯爵剩下的領土），更結束了阿爾比十字軍。此時，她的敵人充滿惡意地稱她為──「列那狐之狼」，並將香檳伯爵蒂博四世寫給她、讚譽她美麗的詩信誇大為與其通姦的證據（或者說她是教宗特使羅曼·德聖-安吉的情婦），這些缺乏實證的指控和傳聞，對她的形象造成一定的傷害。
為了防止英王之安茹帝國再次用聯姻擴大法蘭西的領土，她否決了年輕英王亨利三世的前兩次聯姻計畫，並讓英王將普瓦圖讓給法國（亨利後來雖在1230年應法國諸侯彼得一世之要求而入侵法王領地，但1234年亨利和彼得最終成為法王的堅定支持者，並終結了法國各諸侯對中央王權的敵意和叛亂）。1236年她兒子接手的是一個強大、繁榮及和平的國家，法蘭西幾乎沒有比這時期更理想的治世。路易九世深深感激母親的勞苦才幹，一生都對母親言聽計從。

### 對國王的控制

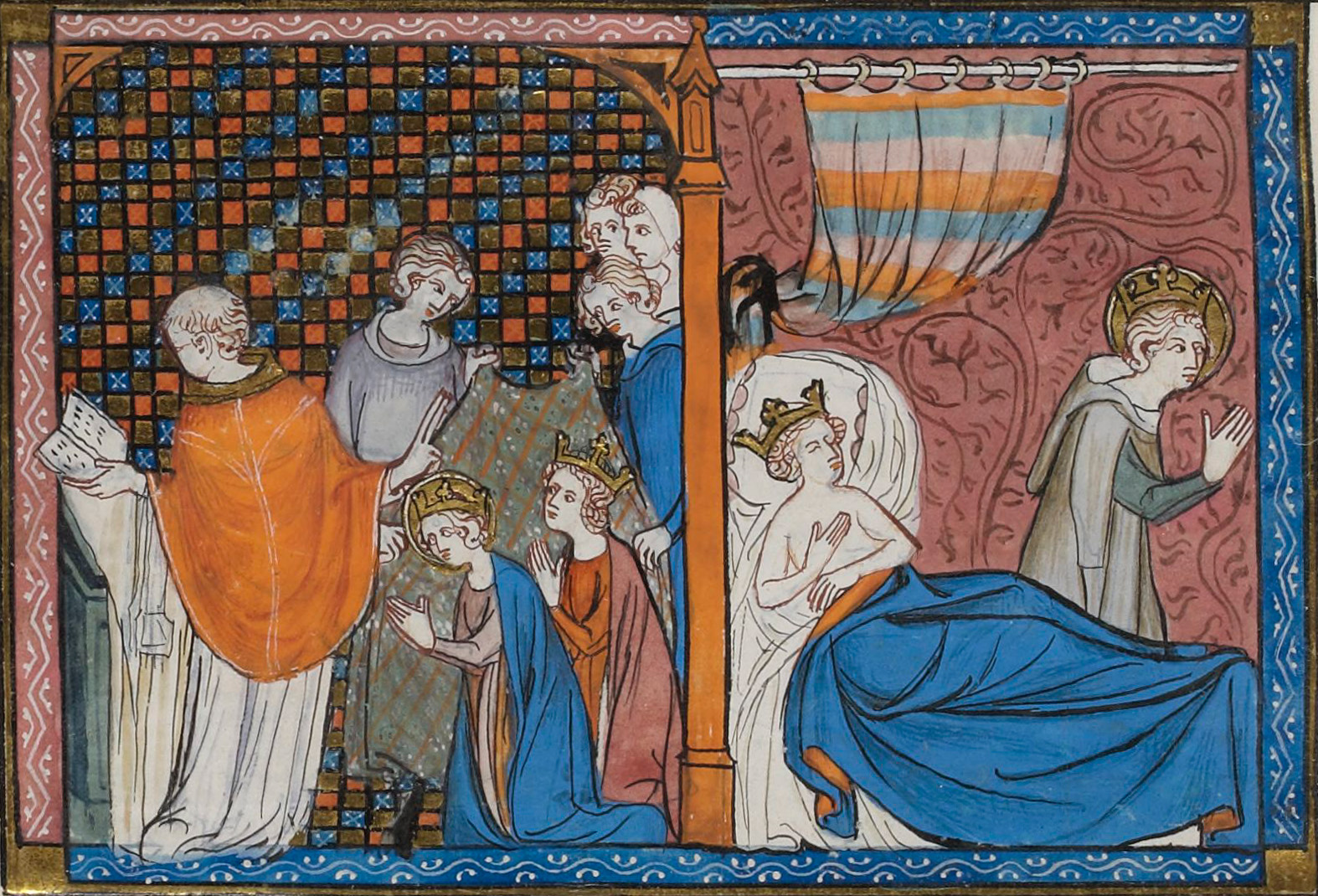
左为路易九世和王后玛格丽特的婚礼，右为在太后布蘭卡要求之下，相愛的國王和王后练习禁欲（包含愛欲和性慾）。这幅微型彩绘采自圣帕丢斯的纪尧姆1330-1340年的《圣路易的生平与圣迹》（Vie et miracles de saint Louis），现藏于法兰西国家图书馆，编号为Fr.5716。

1240年代以後，當路易九世每次出征十字軍時，都會把王國的攝政權交給太后。她消除了由「牧人」起事帶來的社會動盪。晚年雖患上心臟病，但仍適時地輔佐朝政。1252年12月1日她以65歲之齡過世，據說路易九世悲痛到兩天都不發一語。
布兰卡唯一的缺點是對兒子強烈的控制慾，特別是當1234年路易九世（21歲）和普羅旺斯的瑪格麗特（14歲）結婚之後，布兰卡管制年輕國王和王后的生活到令人側目、國王怨恨的程度，這也讓路易九世不時要去化解太太和母親緊張的婆媳關係。從一開始王后來到巴黎之前，布兰卡就遣走了王后瑪格麗特自己帶來的侍女隨從跟女方親人，這對14歲的少女王后來說是無比辛苦的艱難生活；她後來甚至要求國王儘量不跟王后獨處（部分是因為王后之美貌勝過太后），這也成為賢明王路易九世對母親唯一的反感──當國王想和摯愛的王后相處時，就必須向母親說出「善意的謊言」。
根據當代法國男爵兼傳記作家鍾維爾的回憶：「布蘭卡太后是如此無情地對待美麗的瑪格麗特王后，（為了防止媳婦分奪兒子對母親的愛戀）她規定王后只能在晚上就寢時與她的兒子共處，其他時間（特別是白天）不准和她兒子相處在一起，這種無情超過了任何一個王后能夠忍受的程度。也因如此，國王和王后最喜歡旅居的宮殿是在蓬圖瓦茲，因為兩人可在那裏的宮殿私會而瞞過太后的監控。當地的宮殿設計是讓國王和王后的寢室分屬上、下層樓，讓夫妻倆可以在一道接往兩個寢室的旋轉梯上談心事；而且，國王還能夠布置門房看哨，讓門房看到布蘭卡太后要來她兒子的寢室時，門房就先用手杖敲門，使國王迅速跑回自己的寢室迎接太后。」甚至當王后懷孕分娩的時候，太后還命令國王離開產房，（據說）王后聽到後氣得昏過去了。

## 特質
布蘭卡不僅美麗優雅且深富女性魅力，還擁有強硬的個性及卓越的政治家才能。她的統治欲雖給她樹立眾多的敵人，但另一方面，身上不可抵擋的魅力又讓她擁有一批忠心耿耿的朝臣和貴族。
她生前受到兒子「聖路易」的最深的愛戴和近乎絕對的服從，儘管她一直都十分嚴厲。她努力不懈地以基督教的美德訓練路易九世，並告訴他「她寧願看他死也不願他犯一（基督信條之）大罪」，使路易一生都忠於這條訓誡。她懂得如何得到路易王的恭敬，引導他對民眾保持同情，但同時又叮囑他絕不在任何世俗事務上依從於教皇和教士，並教會他如何對抗教權以保護自己的王權。總之，她親自教誨灌輸王者之道，使聖路易文武兼具，不但被評為法國的一代賢君，更是中世紀英明聖君的典範。
她對其他子女的教育也是同樣看重，監督了所有孩子的教養並讓他們都學會流利優雅的拉丁語，在她栽培長大的五個子女中，有兩個被教宗封聖為聖人，分別是路易九世和伊莎貝爾，說明她聖人教育的成功。

## 子女
布朗什公主一生有13个子女，但只有5個子女活到成年。
- 布朗什 （1204年至1205年）
- 阿涅絲（出生和逝世于1207年）
- 腓力（1209年至1218年）
- 阿方索（出生和逝世于1213年）
- 约翰（出生和逝世于1213年）
- 路易（1214年至1270年），以路易九世成为法国国王，死後被封聖，故稱聖路易
- 罗贝尔（1216年至1250年）
- 腓力（1218年至1220年）
- 约翰·特里斯坦爵士（1219年至1232年）
- 阿方索（1220年至1271年），普瓦圖伯爵兼圖盧茲伯爵，他和夫人瓊無後而逝，死後領土在聖路易長子腓力三世時併入法國王室
- 腓力（1222年至1232年）
- 伊莎貝爾（1225年至1269年），死後被天主教會尊為聖人
- 查理（1226年至1285年），1266年成為西西里國王（稱卡洛一世）